# Myriam Da Silva
Myriam Karine Da Silva Rondeau (* 15. April 1984 in Chambly, Québec) ist eine kanadische Boxerin im Weltergewicht.

## Boxkarriere
Myriam Da Silva konnte bei der Panamerikameisterschaft 2012 in Cornwall (Ontario) die Goldmedaille, 2013 in Puerto La Cruz eine Bronzemedaille und 2014 in Guadalajara (Mexiko) die Silbermedaille gewinnen. Darüber hinaus gewann sie die Silbermedaille bei den Panamerikanischen Spielen 2019 in Lima.
Bei den Weltmeisterschaften 2012 in Qinhuangdao, 2014 in Jeju-si, 2018 in Neu-Delhi und 2019 in Ulan-Ude schied sie jeweils frühzeitig aus.
Aufgrund ihrer Ranglistenplatzierung erhielt sie von der IOC Task Force einen Startplatz bei den 2021 in Tokio ausgetragenen Olympischen Spielen 2020. Dort unterlag sie in der Vorrunde gegen María Moronta aus der Dominikanischen Republik.